# Dypsis trapezoidea
Dypsis trapezoidea – gatunek palmy z rzędu arekowców (Arecales). Występuje endemicznie na Madagaskarze, w prowincji Fianarantsoa. Znane jest tylko jedno jego naturalne stanowisko.
Rośnie w bioklimacie wilgotnym.